# Неханово (гміна)
Гміна Неханово (пол. Gmina Niechanowo) — сільська гміна у північно-західній Польщі. Належить до Ґнезненського повіту Великопольського воєводства.
Станом на 31 грудня 2011 у гміні проживало 5657 осіб.

## Територія
Згідно з даними за 2007 рік площа гміни становила 105.31 км², у тому числі:
- орні землі: 84.00%
- ліси: 9.00%

Таким чином, площа гміни становить 8.40% площі повіту.

## Населення
Станом на 31 грудня 2011:
| Опис     | Загалом | Загалом | Чоловіки | Чоловіки | Жінки | Жінки |
| -------- | ------- | ------- | -------- | -------- | ----- | ----- |
| одиниця  | осіб    | %       | осіб     | %        | осіб  | %     |
| все      | 5657    | 100     | 2809     | 49.66    | 2848  | 50.34 |
| міське   | 0       | 100     | 0        |          | 0     |       |
| сільське | 5657    | 100     | 2809     | 49.66    | 2848  | 50.34 |

## Сусідні гміни
Гміна Неханово межує з такими гмінами: Вжесня, Вітково, Ґнезно, Ґнезно, Чернеєво.